# Cretevania major
Cretevania major är en stekelart som beskrevs av Alexandr Rasnitsyn 1975. Cretevania major ingår i släktet Cretevania och familjen hungersteklar. Inga underarter finns listade i Catalogue of Life.